# Jos Beenhakkers
Adrianus Jacobus (Jos) Beenhakkers (Princenhage, 6 mei 1922 – Breda, 18 januari 1980) was een Nederlands voetballer die als middenvelder speelde. 
Beenhakkers speelde tussen 1942 en 1954 in het eerste team van NAC waarmee hij in 1946 de zuidelijke titel won. Bij de invoering van het betaaldvoetbal in 1954 ging hij naar stadgenoot Baronie waar hij in 1956 zijn loopbaan besloot en jeugdtrainer werd. Bij NAC speelde hij samen met zijn broer Christ (1919-2003). Beenhakkers werd geselecteerd voor het Nederlands voetbalelftal op de Olympische Zomerspelen 1948. Hij kwam daar echter niet in actie.
Eerder dat jaar speelde hij wel een interland met Nederland–B. Dat was tegen het amateurelftal van Engeland op 29 maart 1948 in Londen (2-5 zege).
Hij startte in 1959 samen met Kees Rijvers en hun partners Sportwinkel Kees Rijvers in Breda die hij, toen Rijvers het te druk kreeg met zijn trainersloopbaan, in de jaren 1960 overnam en als Sporthuis Rijvers met zijn vrouw Tiny Moll voortzette. Beenhakkers overleed in januari 1980 op 57-jarige leeftijd. Zijn vrouw verkocht de sportzaak in de jaren 1990 en deze ging niet veel later failliet.
Sjaak Alberts · 
Bram Appel · 
Jos Beenhakkers ·
Jeu van Bun · 
Mick Clavan ·
Piet Kraak · 
Kees Krijgh · 
Wim Landman ·
Abe Lenstra · 
Kees Rijvers · 
André Roosenburg · 
Rinus Schaap ·
Henk Schijvenaar · 
Joop Stoffelen ·
Rinus Terlouw · 
Cock van der Tuijn · 
Arie de Vroet · 
Faas Wilkes ·
Coach: Jesse Carver

Reserves in Nederland: Louis Biesbrouck · Guus Dräger · Jan Everse · Henk Temming